# Szkoła Podstawowa i Przedszkole w Lutyni Dolnej

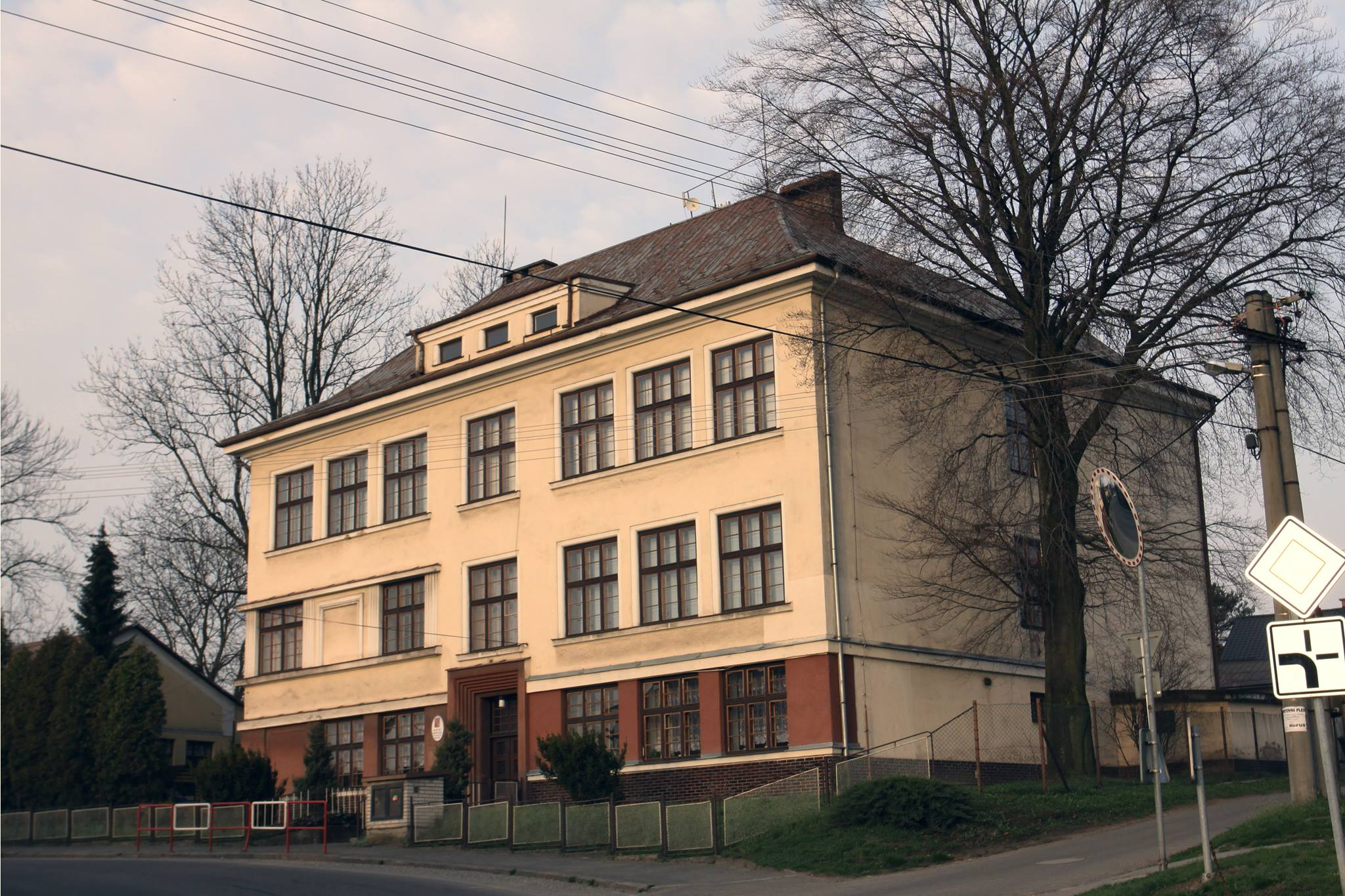
PSP w Lutyni Dolnej

Szkoła Podstawowa z Polskim Językiem Nauczania w Lutyni Dolnej – została wybudowana w 1930 roku przez Macierz Szkolną z Lutyni Dolnej i Macierz Śląska Cieszyńskiego. Wcześniej dzieci pochodzenia polskiego uczyły się od 1914 roku w domu państwa Babiszów.
Od 1992 roku w szkole został wprowadzony system klasopracowni. Uczniowie przechodzą w czasie przerw do odpowiedniej klasopracowni wg rozkładu lekcji (klasopracownia informatyczno-geograficzna, polonistyczno-historyczna, językowa, przyrodnicza i fizyczno-chemiczna). Na terenie szkoły jest także warsztat do zajęć praktycznych.

## Struktura szkoły podstawowej
Dyrektor: mgr Sabina Suchanek
I stopień – klasa 1-5
II stopień – klasa 6-9